# Frassilongo
Frassilongo är en ort och kommun i provinsen Trento i regionen Trentino-Sydtyrolen i Italien. Kommunen hade 344 invånare (2018).